# NGC 5696
NGC 5696 est une vaste galaxie spirale barrée située dans la constellation du Bouvier. Sa vitesse par rapport au fond diffus cosmologique est de 5 597 ± 10 km/s, ce qui correspond à une distance de Hubble de 82,6 ± 5,8 Mpc (∼269 millions d'al). NGC 5696 a été découverte par l'astronome germano-britannique William Herschel en 1787.
Trois des sources consultées classent cette galaxie comme une spirale ordinaire,,. Cependant, une barre est clairement visible sur l'image obtenue des données du relevé SDSS. La classification de spirale barrée (SBbc) par la base de données HyperLeda décrit définitivement mieux cette galaxie.
La classe de luminosité de NGC 5696 est II-III et elle présente une large raie HI. Selon la base de données Simbad, NGC 5696 est une galaxie LINER, c'est-à-dire une galaxie dont le noyau présente un spectre d'émission caractérisé par de larges raies d'atomes faiblement ionisés.
En raison d'une brillance de surface égale à 14,19 mag/am2, on peut qualifier NGC 5696 de galaxie à faible brillance de surface (LSB en anglais pour low surface brightness). Les galaxies LSB sont des galaxies diffuses (D) avec une brillance de surface inférieure de moins d'une magnitude à celle du ciel nocturne ambiant.
À ce jour, six mesures non basées sur le décalage vers le rouge (redshift) donnent une distance de 92,483 ± 6,133 Mpc (∼302 millions d'al), ce qui est à l'intérieur des valeurs de la distance de Hubble. Notons cependant que c'est avec la valeur moyenne des mesures indépendantes, lorsqu'elles existent, que la base de données NASA/IPAC calcule le diamètre d'une galaxie et qu'en conséquence le diamètre de NGC 5597 pourrait être d'environ 48,0 kpc (∼157 000 al) si on utilisait la distance de Hubble pour le calculer.

## Groupe de NGC 5739
Selon Abraham Mahtessian, NGC 5696 fait partie du groupe de NGC 5739, la galaxie la plus brillante de ce groupe. Ce groupe de galaxies compte au moins sept membres. Les six autres galaxies du groupe sont NGC 5598, NGC 5603, NGC 5739, NGC 5784, NGC 5787 et NGC 5860.
À ces six galaxies, il faut ajouter la galaxie PGC 51372, car elle forme un couple de galaxies avec NGC 5603.